# Chile vs. Unión Soviética (1973)

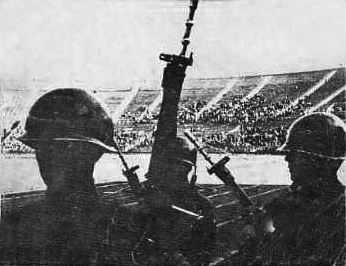
Soldados en el Estadio Nacional de Santiago de Chile, fue usado como sitio de detención y tortura de opositores durante septiembre-noviembre de 1973, al parecer unas semanas antes del partido del 21 de nov.

La repesca intercontinental UEFA-Conmebol por un cupo a la Copa Mundial de Fútbol de 1974 en Alemania Federal fue notable por las circunstancias políticas que acompañaron al partido de vuelta, que debía disputarse entre Chile y la Unión Soviética el 21 de noviembre de 1973 en el Estadio Nacional de Santiago, la capital chilena.
Los soviéticos le pidieron a la FIFA un cambio de sede para el partido. Ante la negativa de la FIFA al respecto, el equipo soviético no se presentó al partido, dándole a Chile una victoria por walkover y la clasificación al torneo. La prensa de la época lo llamó el partido fantasma.

## Circunstancias políticas
Salvador Allende fue electo como Presidente de Chile tras ganar la Elección presidencial de 1970, pero fue derrocado por un Golpe de Estado liderado por el General Augusto Pinochet el 11 de septiembre de 1973, fecha desde la cual miles de personas consideradas opositoras al nuevo régimen fueron perseguidas, secuestradas, torturadas y asesinadas por agentes estatales, utilizando diferentes sitios de detención, entre ellos el Estadio Nacional de Santiago, hasta el 7 de noviembre de 1973. 
El partido válido por el repechaje por un cupo al Mundial de 1974 entre Chile y la Unión Soviética estaba programado a jugarse con fecha 21 de noviembre. Ante esos hechos del acontecer político del País, Unión Soviética no se presentó al partido de vuelta  en Chile, como protesta  y ante eso pierden el partido de acuerdo a los Reglamentos deportivos de la FIFA.  El equipo soviético alegó falta de garantías también a su seguridad personal ante el hecho que el equipo pudiera ser arrestado al bajar del Avión a pesar de que se encontraban con protección diplomática.

## Campañas eliminatorias
Chile fue ubicado en el Grupo 3 de la eliminatoria de la Conmebol, junto con Perú y Venezuela; más tarde, los venezolanos se retiraron. En Lima el 29 de abril de 1973, Chile fue derrotado por 2:0. En el partido de vuelta, jugado en Santiago el 13 de mayo de 1973, Chile ganó 2:0, haciendo que ambos equipos empataran tanto en puntos como en diferencia de goles. Un desempate se jugó en terreno neutral en Montevideo (Uruguay), donde Chile triunfó por 2:1.
Por su parte, la Unión Soviética fue ubicada en el Grupo 9 de las eliminatorias europeas. La campaña eliminatoria de los soviéticos comenzó el 13 de octubre de 1972 con una derrota por 1:0 ante Francia en París. Cinco días después ganaron 2:1 a Irlanda en Dublín. Sus partidos de local fueron jugados en mayo de 1973: el día 13 ganaron a los irlandeses por 1:0, y el día 26 vencieron a los franceses por 2:0, con ambos goles anotados en los últimos 10 minutos de juego.

## Los partidos

### Partido de ida
Después del golpe de Estado, el nuevo régimen había decretado la prohibición para todos los chilenos de salir del país, además de que no veía con buenos ojos jugar en la patria de un enemigo acérrimo. Sin embargo, le convenía dar una imagen de normalidad, así que el régimen de Pinochet dejó salir al equipo nacional con la condición de que nadie hiciera declaraciones de tipo político, puesto que sus familiares estaban bajo vigilancia militar. Algunos de los miembros del equipo, como Carlos Caszely o Leonardo Véliz, estaban muy identificados con el gobierno de Salvador Allende. Además, la Unión Soviética, aliado del gobierno derrocado, había condenado el golpe militar y no reconocía al nuevo gobierno, con el que había roto relaciones diplomáticas. Hay versiones de que el 17 de septiembre, día que la selección partía su viaje, en el trayecto hacia el aeropuerto de Santiago, Valdés y Caszely habrían hecho desviar el bus hacia la penitenciaría de Santiago, para visitar a Álvaro Reyes, exmédico de la Selección que se encontraba detenido por profesar una ideología contraria a la del régimen, aunque el mismo médico habría indicado que esto ocurrió al año siguiente.
El itinerario indicaba un viaje hacía México, donde Chile se enfrentaría a su similar mexicano, para luego todo el plantel partir hacia Europa. Elías Figueroa viajó sólo desde Brasil.  En el partido amistoso disputado el 20 de septiembre, Chile gana 2:1 a México. Carlos Reinoso, delantero del América de México, componente del seleccionado chileno, no fue autorizado por el presidente de su club, Guillermo Cañedo para realizar el viaje a Moscú e integrarse a la Roja, pese a las gestiones del dirigente chileno Pedro Fornazzari. Según Reinoso, Cañedo le reprendió duramente, acusándolo de ser un mentiroso y de haberse hecho el lesionado por dos meses, y que cuando sus compatriotas lo fueron a ver, jugó un gran partido. Ante esto, Fornazzari viajó hacia Europa sólo con Alberto Quintano.
Los medios chilenos no eran muy alentadores en su análisis. De los 5 partidos anteriores entre ambos combinados, Chile venció en una ocasión, con 4 derrotas. 
En el aeropuerto de Moscú ninguna autoridad chilena recibió al equipo. Además, Caszely y Elías Figueroa fueron retenidos por las autoridades migratorias por supuestas irregularidades en sus pasaportes: Figueroa no contaba con su visa, mientras que el delantero no había actualizado su pasaporte, no coincidiendo con su aspecto de entonces. La selección chilena se hospedó en el Hotel Ukrania, en donde recibió la visita de Volodia Teitelboim.  Leonardo Véliz relató al periódico chileno La Tercera que «en Moscú se me acercó un estudiante chileno de la Universidad Lumumba, hijo de un militante comunista. Le dije que se olvidara de volver a Chile, porque cualquier tinte rojo iba a ser un peligro para su integridad».
El partido de ida fue jugado en Moscú el 26 de septiembre, dos semanas después del golpe de Estado. Las autoridades soviéticas prohibieron la entrada de periodistas y cámaras al estadio, no siendo transmitido por la televisión. Además, la selección chilena fue recibida por pifias del público local, que llegaba a los 60 mil espectadores. Fue un partido muy tenso, que estuvo a punto de no disputarse por rumores de detenciones de jugadores chilenos a cambio de la libertad de presos políticos. El resultado final fue un empate sin goles. El partido fue friccionado, donde Chile utilizó un esquema bastante conservador, en donde entre Figueroa y Juan Machuca contuvieron a Oleh Blojín, mientras que la única oportunidad de Chile fue un disparo de Carlos Caszely. Finalmente, se terminó logrando sacar un trabajado empate.  El gobierno y los medios de comunicación soviéticos se sintieron humillados por el resultado, ya que esperaban una victoria fácil en su propia tierra.
La revista Estadio señaló sobre el partido:

Los únicos problemas defensivos se produjeron por la velocidad de los aleros rojos. Vlojin y Muntyan hicieron aparecer lentos a marcadores que en nuestro medio destacan por su velocidad. Los cruces de Quintano, Figueroa y Rodríguez impidieron los estragos de un arma tan decisiva como es el desborde de los punteros. ¿Y en ataque? Lo que se preveía. Caszely como solitario punta de lanza.

| 1          | POR        | Yevgueni Rudákov     |     |
| 2          | DEF        | Revaz Dzodzuashvili  |     |
| 3          | DEF        | Mykhaylo Fomenko     |     |
| 4          | DEF        | Evgeny Lovchev       |     |
| 5          | DEF        | Vladimir Kaplichny   |     |
| 6          | MED        | Viktor Kuznetsov     |     |
| 7          | MED        | Vladimir Muntyan     |     |
| 8          | MED        | Oleg Dolmatov        | 46' |
| 10         | DEL        | Vladimir Onishchenko |     |
| 9          | DEL        | Arkady Andreasyan    | 30' |
| 11         | DEL        | Oleg Blokhin         |     |
| Entrenador | Entrenador | Yevgeny Goryansky    |     |

| 1          | POR        | Juan Olivares    |     |
| 2          | DEF        | Juan Machuca     |     |
| 5          | DEF        | Elías Figueroa   |     |
| 3          | DEF        | Alberto Quintano |     |
| 6          | DEF        | Antonio Arias    |     |
| 12         | MED        | Francisco Valdés |     |
| 10         | MED        | Guillermo Páez   |     |
| 8          | MED        | Juan Rodríguez   |     |
| 14         | DEL        | Carlos Caszely   |     |
| 16         | DEL        | Sergio Ahumada   |     |
| 22         | DEL        | Leonardo Véliz   | 57' |
| Entrenador | Entrenador | Luis Álamos      |     |

| 13 | DEF | Anatoli Kozhemyakin | 30' |
| 15 | MED | Vladimir Gutsaev    | 46' |

| 14 | DEL | Julio Crisosto | 57' |

| Árbitro | Armando Marques |

| 1          | POR        | Yevgueni Rudákov     |     |
| 2          | DEF        | Revaz Dzodzuashvili  |     |
| 3          | DEF        | Mykhaylo Fomenko     |     |
| 4          | DEF        | Evgeny Lovchev       |     |
| 5          | DEF        | Vladimir Kaplichny   |     |
| 6          | MED        | Viktor Kuznetsov     |     |
| 7          | MED        | Vladimir Muntyan     |     |
| 8          | MED        | Oleg Dolmatov        | 46' |
| 10         | DEL        | Vladimir Onishchenko |     |
| 9          | DEL        | Arkady Andreasyan    | 30' |
| 11         | DEL        | Oleg Blokhin         |     |
| Entrenador | Entrenador | Yevgeny Goryansky    |     |

| 1          | POR        | Juan Olivares    |     |
| 2          | DEF        | Juan Machuca     |     |
| 5          | DEF        | Elías Figueroa   |     |
| 3          | DEF        | Alberto Quintano |     |
| 6          | DEF        | Antonio Arias    |     |
| 12         | MED        | Francisco Valdés |     |
| 10         | MED        | Guillermo Páez   |     |
| 8          | MED        | Juan Rodríguez   |     |
| 14         | DEL        | Carlos Caszely   |     |
| 16         | DEL        | Sergio Ahumada   |     |
| 22         | DEL        | Leonardo Véliz   | 57' |
| Entrenador | Entrenador | Luis Álamos      |     |

| 13 | DEF | Anatoli Kozhemyakin | 30' |
| 15 | MED | Vladimir Gutsaev    | 46' |

| 14 | DEL | Julio Crisosto | 57' |

| Árbitro | Armando Marques |

### Partido de vuelta
Ante las críticas al régimen en relación con los abusos contra los detenidos, la Federación de Fútbol de Chile sugirió otros escenarios, como el estadio Sausalito; sin embargo, la junta militar, en un esfuerzo por mejorar el clima de opinión, se empeñó en demostrar normalidad y a la vez derrotar al comunismo jugando en campo propio. Los soviéticos exigían jugar el partido en cualquier otro país neutral, a lo que se negaron tanto Chile como la FIFA.
La FIFA envió a Santiago una comisión especial presidida por su secretario general, el suizo Helmuth Kaeser, quienes visitó el Estado Nacional, arreglado un poco para la ocasión, pero en el que aún había unos 7000 detenidos. Según testimonio de Gregorio Mena Barrales, político preso en aquel estadio, aquella comisión «visitó el campo, se paseó por la cancha, miró con ojos lejanos a los presos y se fue dejando un dictamen: en el estadio se podía jugar».
Mientras la comisión de la FIFA examinaba el estadio, liderada por  brasileño Abilio D’Almeida, inspector del partido, los detenidos fueron ocultados en el interior del coliseo de Ñuñoa. Antes del partido, los detenidos fueron transferidos a un sitio de detención en el desierto de Atacamao al entonces Estadio Chile (actual Estadio Víctor Jara).
La selección soviética nunca viajó a Santiago, alegando cuestiones políticas y de seguridad, argumentando que el estadio Nacional era un centro de detención ilegal donde se agolpaban más de 7000 presos políticos y donde se torturaban a muchos disidentes tras el golpe de Estado contra Salvador Allende. La decisión de la URSS fue apoyada por varios de sus aliados, en especial por Alemania Oriental —que ya estaba clasificada y amenazaba con no presentarse al evento mundialista—. Los soviéticos enviaron una carta a la FIFA explicando que «por consideraciones morales, los deportistas soviéticos no pueden en este momento jugar en el estadio de Santiago, salpicado con la sangre de los patriotas chilenos».
Chile exigió una indemnización de 200 000 dólares si no se presentaban los soviéticos, alegando que no podían poner las entradas a la venta y debido a los gastos de preparación del partido. Sin embargo, la FIFA dispuso que el partido se realizara de todas maneras. El «partido» tuvo una asistencia de 17 418 personas, y duró, literalmente, 30 segundos, lo que tardó la selección chilena en marcar un gol desde el saque inicial. Al llegar al área, tal y como habían acordado, fue el capitán, Francisco "Chamaco" Valdés, quien anotó a portería vacía. La FIFA definió el asunto en enero de 1974, tras declarar el partido como victoria chilena por walkover, debido a la inasistencia del equipo soviético, pero sin conceder la indemnización reclamada por los sudamericanos.
| 21 de noviembre de 1973 | Chile | 2:0 por W.O. | Unión Soviética | Estadio Nacional, Santiago      |  |
|                         |       |              |                 | Asistencia: 17 148 espectadores |  |

Al vender entradas y no tener rival, la selección chilena pacto ese mismo día un amistoso ante el Santos de Brasil, que se presentó con un plantel de reserva (sin la presencia de su figura Pelé). El partido finalizó con un resultado de 5:0 a favor de los brasileños. La selección soviética por su parte, jugó el 22 de noviembre un partido amistoso ante los Diablos Blancos de Torreón, México, venciendo por marcador de 3 a 0.
En años posteriores, algunos miembros del equipo soviético manifestaron haber pensado que su gobierno no quería perder ante un país con una ideología política diferente y que en su lugar obtuvieron una victoria moral ante los ojos del mundo.La entonces popular Revista Estadio criticó duramente la realización de un partido sin equipo contrario: "Ni en el más modesto partido de barrio -o de campo- se procedería tan burdamente para sancionar un W. O. Pero se hizo pasar por ese bochorno a la Selección chilena con una desaprensión irritante".

## Secuelas
En el sorteo del Mundial, Chile fue emparejado con Alemania Occidental (el anfitrión) y dos debutantes: Alemania Oriental y Australia. Chile fue eliminado del torneo en primera ronda con una derrota (1:0 ante Alemania Occidental) y dos empates (1:1 ante Alemania Oriental y 0:0 ante Australia). 
Por su parte, para el fútbol soviético comenzó un periodo de declive que los llevó a perderse el Mundial de 1978 y las ediciones de la Eurocopa de 1976 y 1980.
Por su parte Chile se sumó al boicot estadounidense a los Juegos Olímpicos de Moscú 1980.

## Cultura actual
- Durante la temporada 8 del programa Informe Robinson de Canal+ , en octubre de 2014 se emitió el capítulo «Por La Razón o La Fuerza», que relataba el momento del fútbol chileno bajo la Dictadura Miltar, narrando lo sucedido en el Estadio Nacional.[16]
- En 2015 se lanzó el libro "El partido de los valientes", del autor chileno Axel Pickett, que relata las peripecias vividas por miembros de la selección chilena durante el viaje y el partido jugado en Moscú.[17]
- La serie chilena-finlandesa de 2019 Héroes invisibles, en su capítulo 4, muestra la realización del partido.[18]